# Anna de Belocca
Anna de Belocca, de probable cognom real Bellokha (Sant Petersburg, 4 de gener de 1854 - ?), fou una contralt d'òpera d'origen rus.
Va néixer Sant Petersburg, on el seu pare era conseller de l'estat rus imperial. Després d'estudiar a Sant Petersburg amb Henriette Nissen-Salom i a París amb Nicolas Lablache i Maurice Strakosch, debutà teatralment a París al Théâtre Italien com a Rosina a El barber de Sevilla” de Rossini, l'octubre de 1873. També hi va actuar en el paper protagonista de La Cenerentola de Rossini i com Arsaces a Semiramide del mateix compositor. Va cantar en diverses ciutats d'Europa, com ara Londres,on va fer el debut amb la companyia de Mapleson. Després es va convertir en membre de la Companyia Strakosch Opera, de Maurice Strakosch, amb la qual va debutar als Estats Units el 17 d'abril 1876 com a Rosina, de El barber de Sevilla de Rossini, a l'Acadèmia de Música de Nova York. També va aparèixer en concerts a Boston, Chicago, Filadèlfia i San Francisco. Amb la companyia Mapleson, va seguir cantant papers principals a Nova York i Filadèlfia durant de la dècada de 1880.
Va cantar a Madrid l'any 1877 l'òpera El barber de Sevilla al Teatro Real, amb no molt bones crítiques, i va tornar l'any 1878, en aquest cas sota la direcció de Nikolai Rubinstein, director del Conservatori de Moscou.
Va tenir un fill amb Maurice Strakosch (qui va morir el 1887), nascut el 1877 a Yonkers, EUA, qui va rebre el nom de Jacques Maurice de Belocca (indicant que la seva mare era soltera) i qui més tard seria conegut com a Jacques Maurice Strakosch de Belocca.
Anna de Belloca apareix per últim cop a una hemeroteca, un diari francès, el 1910. Kurt Gändzl suposa que probablement va morir cap al 1927, data a la qual el seu fill va començar a fer servir el cognom del seu pare.